# Marijuana

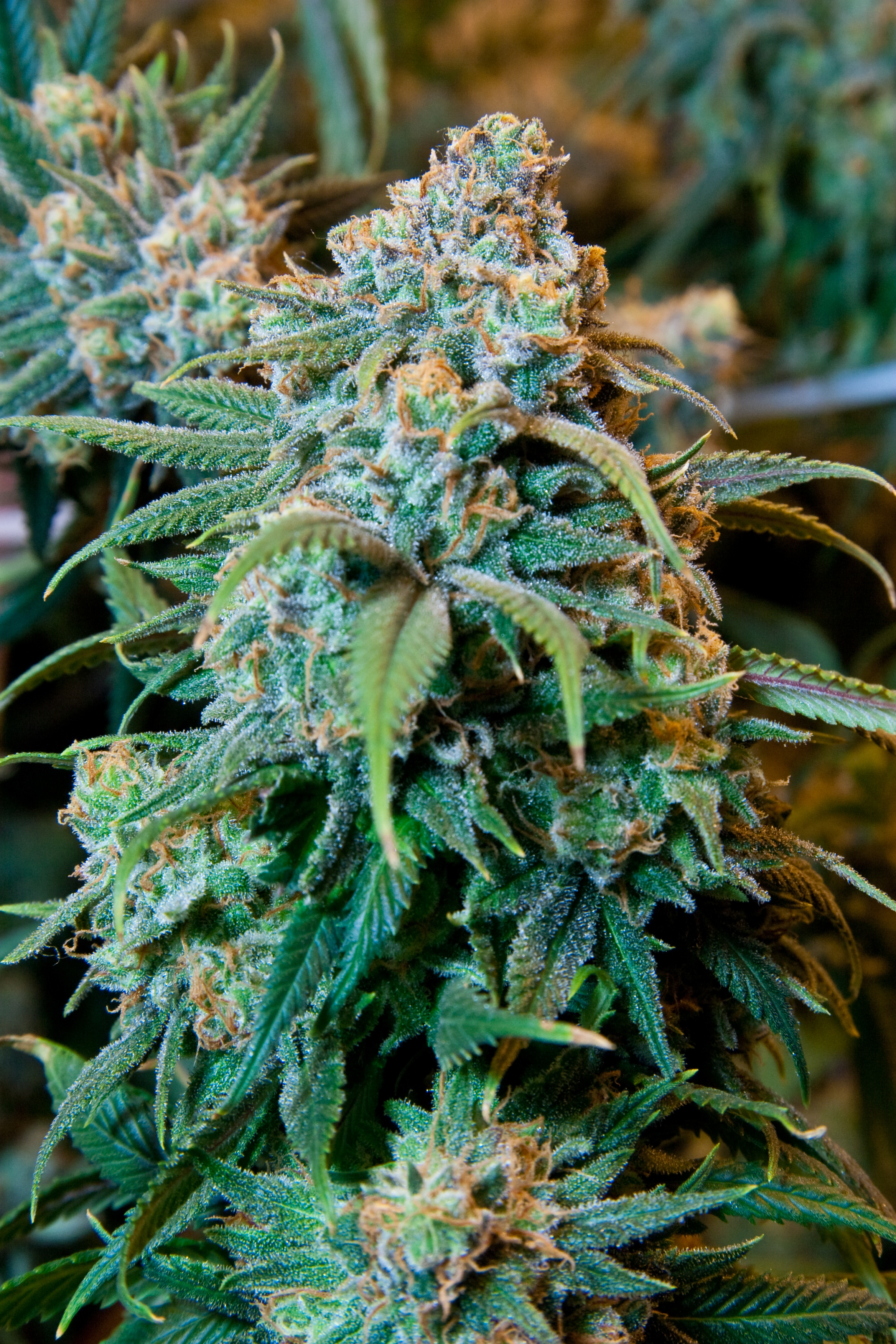
Cannabis con infiorescenze

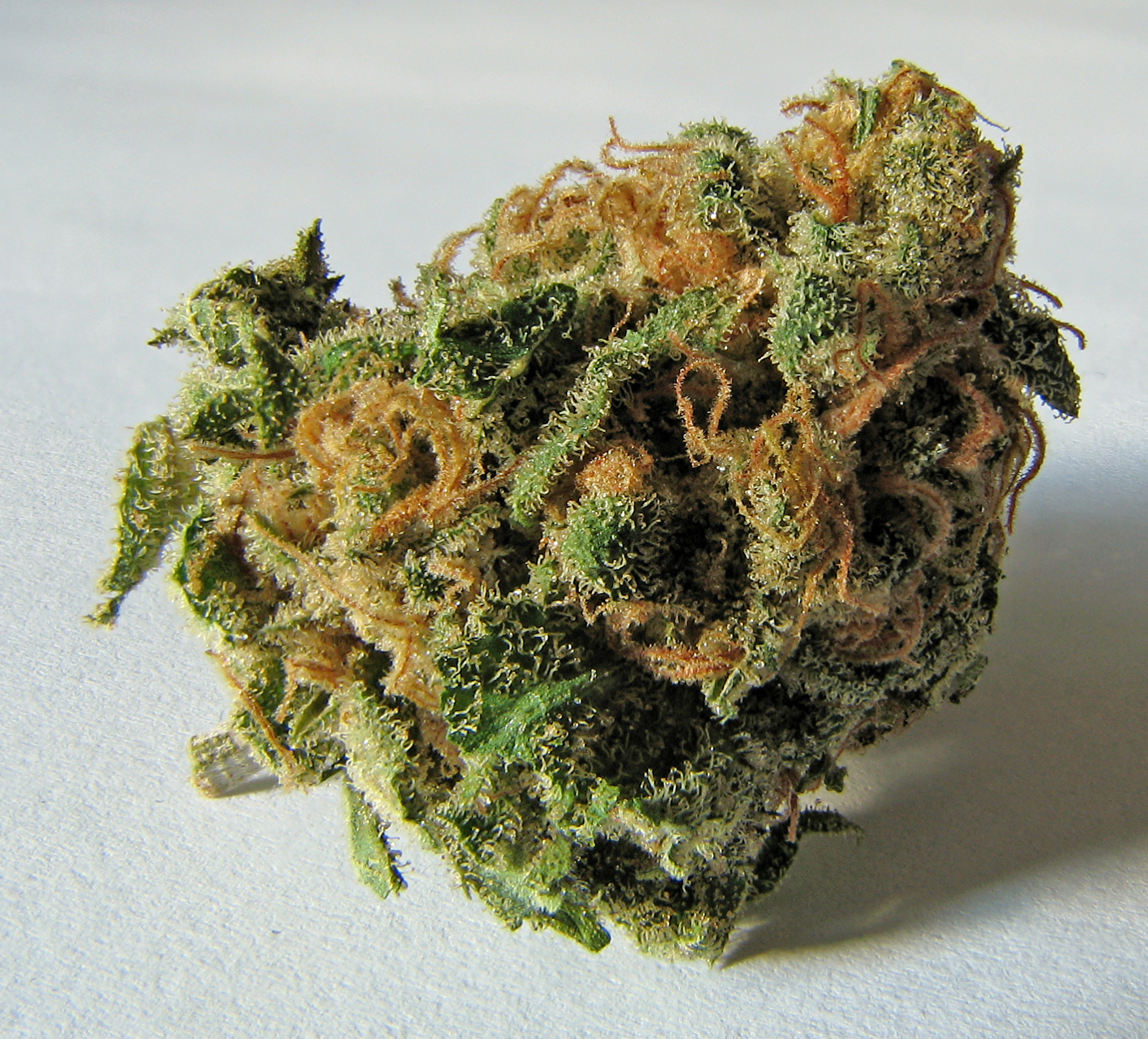
Fiore di Cannabis essiccato

La marijuana (chiamata colloquialmente erba o anche gangia, dal termine hindi गांजा, gānjā) è una sostanza psicoattiva che si ottiene dalle infiorescenze essiccate delle piante femminili di cannabis. In tutte le varietà di canapa sono contenute, in concentrazioni e proporzioni variabili, diverse sostanze psicoattive, tra cui la principale è il delta-9-tetraidrocannabinolo (comunemente detto THC), che rendono la pianta illegale in molti paesi. Esistono tuttavia varietà coltivabili legalmente, per le quali il limite a questo contenuto viene fissato per legge.
Le piante di cannabis sono dioiche, cioè posseggono due generi: femmina e maschio. Nell'uso che si fa della cannabis a scopo esclusivamente produttivo, i maschi di una varietà vengono usati per essere incrociati con femmine di altre varietà, così generando, dai semi della femmina incrociata, una nuova varietà differente da entrambe le piante genitrici. Ogni varietà di cannabis produce principi attivi in diverse quantità rispetto alle altre: un esempio sono la Haze o la Kush.
La classificazione della cannabis non è del tutto chiara e il dibattito scientifico è tuttora in corso. Attualmente la cannabis è identificata come Cannabis sativa L., con tre sottospecie: sativa, indica e ruderalis. Queste si differenziano sia per le dimensioni delle piante, che per le concentrazioni di principi attivi e, dunque, anche per gli effetti indotti dai loro rispettivi derivati. Nonostante venga considerata una droga leggera, è una sostanza psicoattiva in grado di causare dipendenza.

## Etimologia

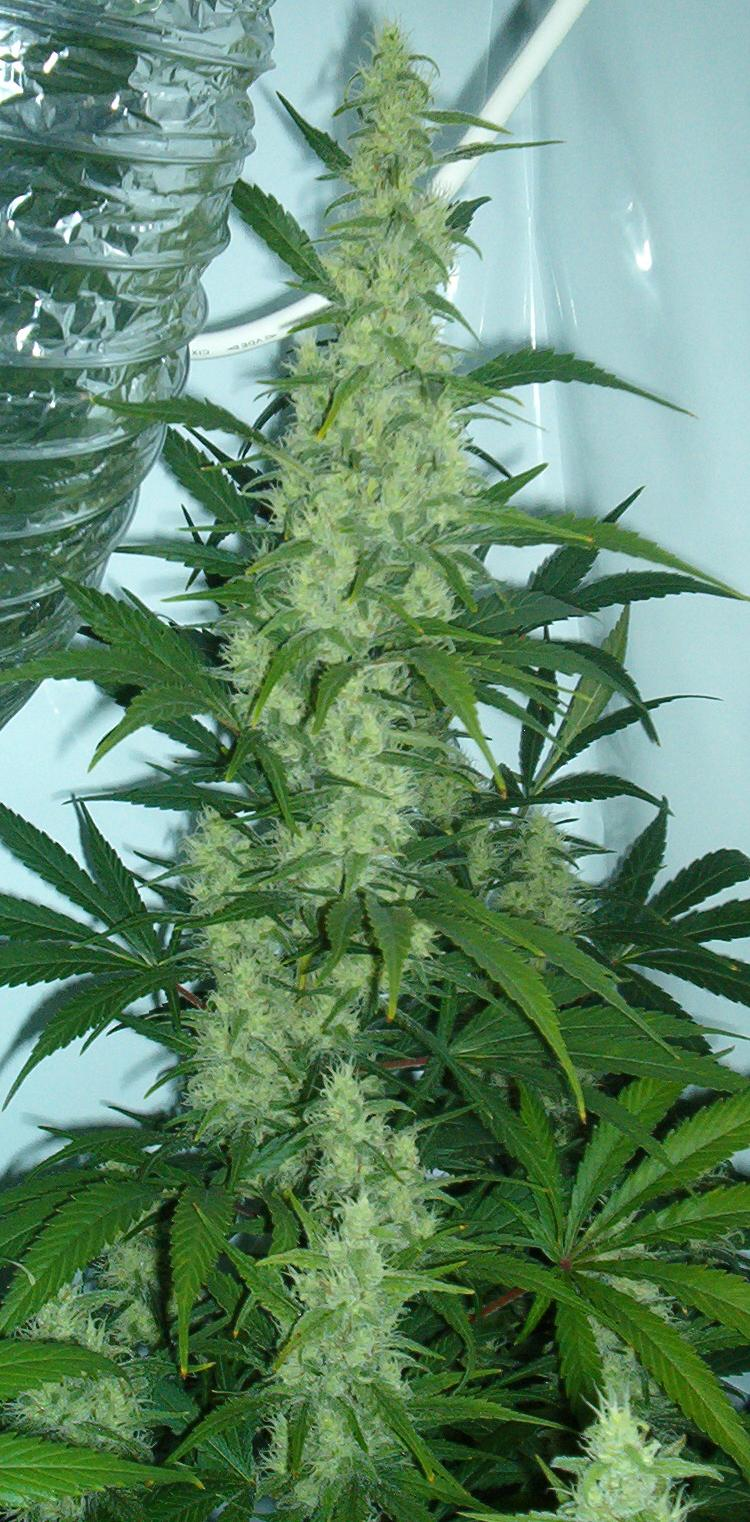
Infiorescenze di Cannabis (quelle biancastre)

L'etimologia del termine marijuana (con grafia inglese) è sconosciuta. In origine questo era il nome usato comunemente in Messico (marihuana) per indicare la varietà di canapa detta indiana, ove destinata al consumo come sostanza stupefacente. La diffusione internazionale del termine marijuana per designare più genericamente la pianta della canapa, a prescindere dall'uso, è dovuta a un'alacre campagna mediatica promossa negli USA durante gli anni trenta dal magnate dei giornali William Randolph Hearst, il quale adottò un vocabolo messicano dal momento che il Messico era allora considerato negli USA una nazione ostile. I toni scandalistici dei suoi giornali crearono nell'opinione pubblica un clima di avversione per la pianta della canapa che avrebbe portato alla proibizione della stessa da parte del presidente degli Stati Uniti Franklin Delano Roosevelt, che il 14 giugno 1937 firmò il Marihuana Tax Act.
Sono innumerevoli in Italia e all'estero i termini gergali, regionali o subregionali, che identificano la marijuana. Nel gergo comune, per marijuana si intendono le infiorescenze delle piante femminili della canapa.
Negli anni trenta, l'antropologa Sula Benet ha evidenziato la possibilità che gli antichi israeliti facessero un uso sacrale della cannabis, desumendo l'informazione dai versetti della Bibbia in cui si parla di kaneh bosm (קְנֵה בֹשֶׂם), termine che in italiano è stato tradotto in "canna aromatica", "canna odorifera", "canna odorosa" o "cannella". Questa compare in Esodo 30:22-24; Cantico dei Cantici 4:12-14; Isaia 43:22-24; Geremia 6:20; Ezechiele 27:19.

## Farmacologia

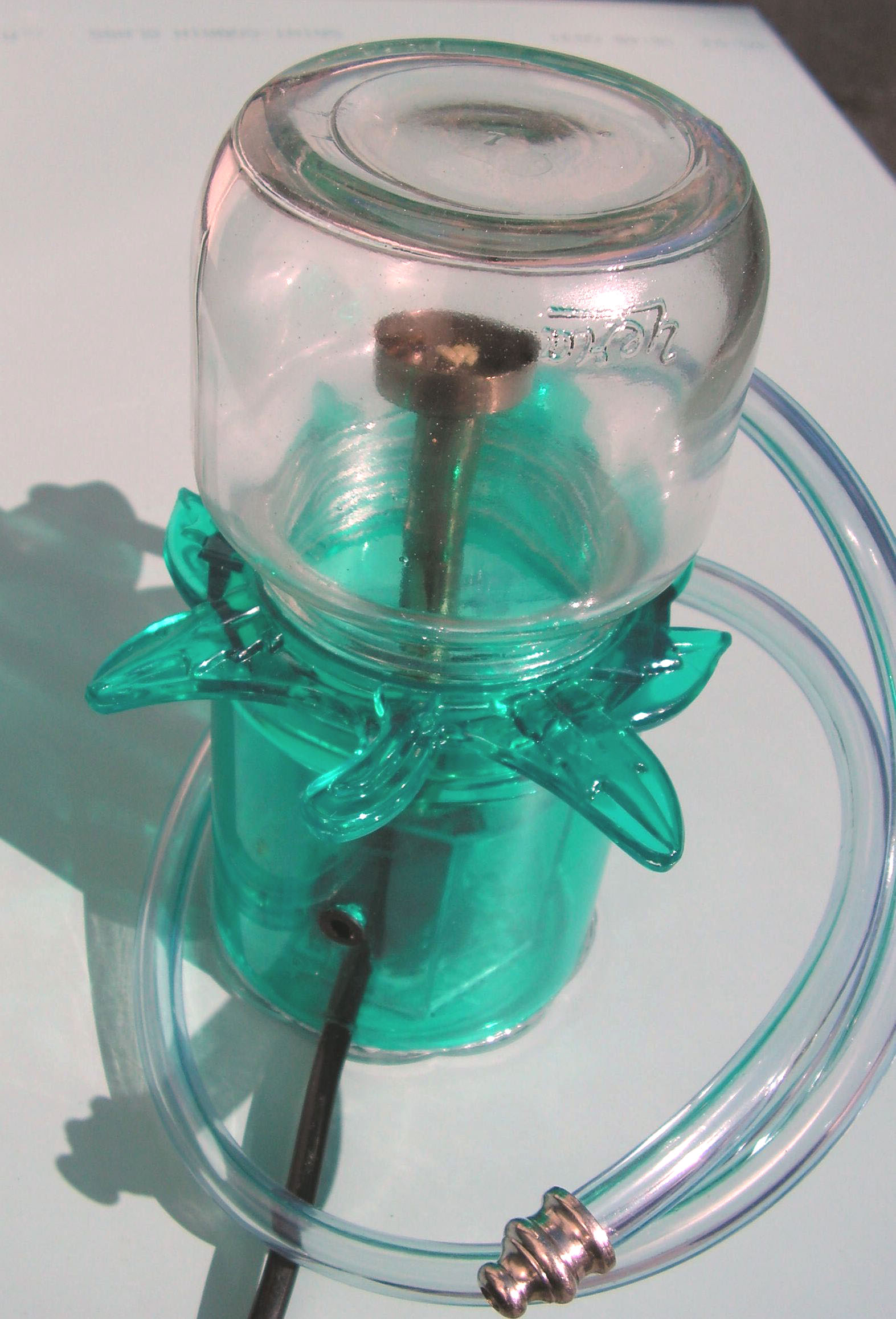
Vaporizzatore con tubo flessibile

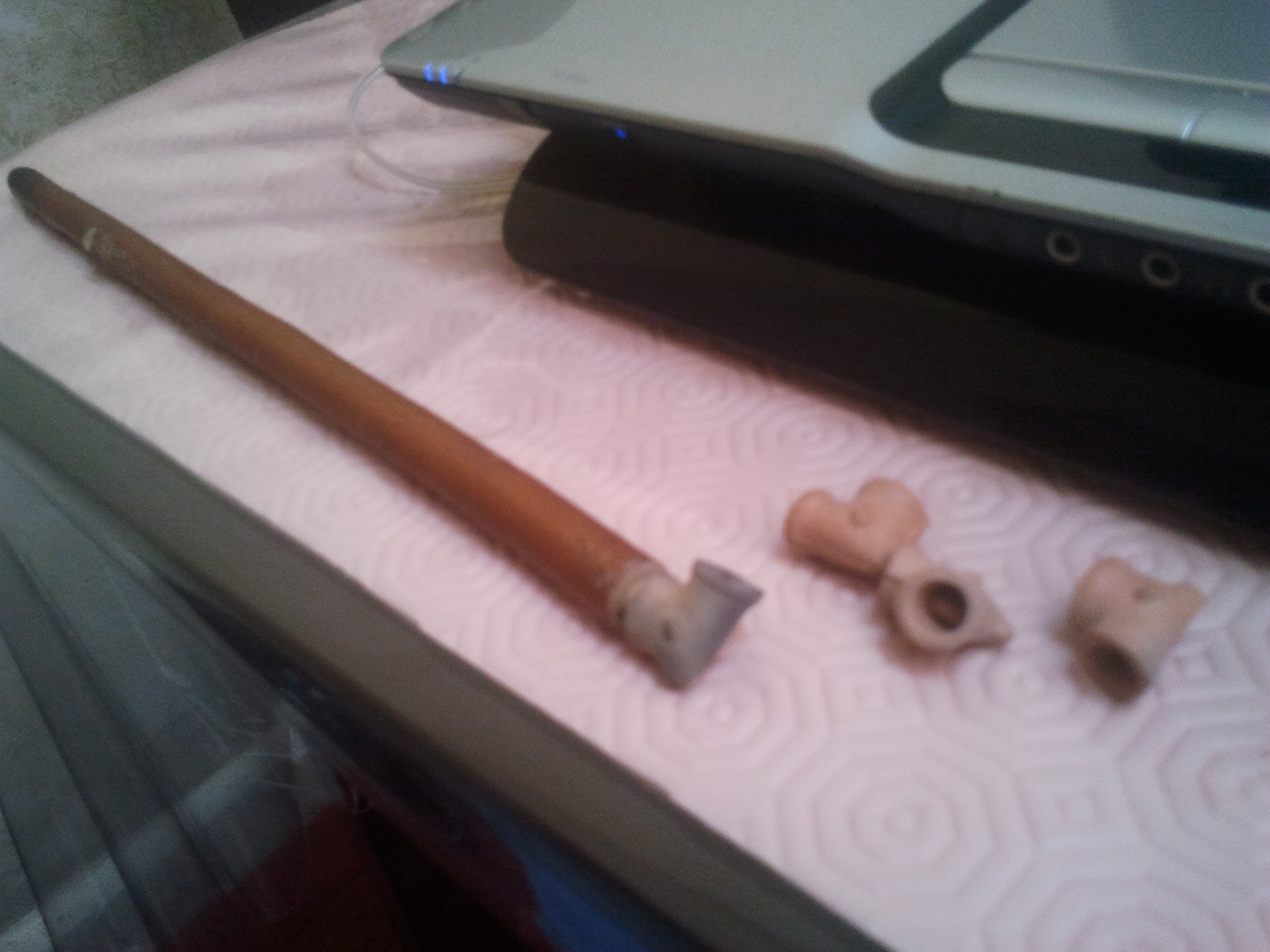
Il sebsi, una pipa con fornello molto stretto (migliore: diametro di 5.5 mm) che contiene un setaccio di filo, usata in Marocco per fumare hashish

Gli effetti indotti dall'uso di marijuana sono svariati, hanno differente intensità a seconda del soggetto, delle circostanze psicofisiche in cui la si assume, della contemporanea assunzione di alcool o altre sostanze psicoattive, dell'assuefazione del consumatore, della quantità di principio attivo (THC) assunta e della composizione chimica della specie presa in esame; ad esempio le specie con alti valori di CBD e moderati o bassi livelli di THC hanno effetti localizzati principalmente sul fisico, apportando analgesia e rilassamento, caratteristiche che la rendono preferibile rispetto ad altre per uso terapeutico.
Diversi studi, recenti e non, hanno dimostrato che la cannabis presenta un effetto entourage, modulato dalla quantità dei cannabinoidi presenti (non solo THC e CBD). Inoltre, stando a nuovi studi, sembrerebbe che il profilo terpenico sia determinante per definire e modulare gli effetti di un particolare strain su un soggetto.
I principali effetti sono:
- Analgesia e diminuzione del dolore fisico
- Sensazione generale di rilassamento e benessere (soggettivo)
- Euforia (dipende dal contesto)
- Amplificazione delle percezioni sensoriali (soggettivo)
- Sonnolenza
- Aumento dell'appetito, detto comunemente fame chimica[17]
- Azione anti-emetica
- Riduzione della pressione sanguigna
- Leggero aumento del battito cardiaco (Tachicardia)
- Vasodilatazione
- Riduzione pressione oculare (motivo per cui, insieme alla vasodilatazione, gli occhi si arrossano)
- Secchezza delle fauci

È importante sottolineare che gli effetti della marijuana possono diventare positivi o negativi a seconda del soggetto che l'assume, dalla tipologia (qualità, valori di THC e CBD, quantità assunta), dal contesto sociale e dalle attività svolte sotto gli effetti della sostanza.
Detto ciò, un uso eccessivo può portare ad un'intossicazione acuta, la quale si manifesta con sintomi quali:
- Forte stato ansioso, con possibili attacchi d'ansia\panico
- Paranoia
- Allucinazioni ricorrenti (dovute a molteplici fattori, in primis l'alterazione o distorsione delle percezioni sensoriali)
- Nausea e vertigini

Bisogna ricordare che l'intossicazione acuta si risolve nel giro di qualche ora.

### Overdose
Non sono mai stati registrati casi di overdose da uso di cannabis.
L'overdose da cannabis non è possibile per varie ragioni: i recettori del sistema endocannabinoide non sono legati ad alcuna funzione vitale quali la regolazione del respiro o del battito cardiaco, pertanto non viene soppressa alcuna funzione.
La cannabis, come riferito sopra, presenta un effetto entourage, che limita e modula l'azione del THC, il cui principale agonista è il CBD (molecola non psicotropa).
I dati di riferimento di una overdose teorica prendono in considerazione la sola assunzione di THC puro, pertanto riferibile esclusivamente all'eventuale assunzione di THC puro. Questi dati indicano che una possibile overdose avverrebbe se un uomo di 70 kg assumesse 1,5 kg di THC puro in una volta sola. Se si tiene conto che in media uno spinello contiene circa 1g di cannabis, con una percentuale massima di THC variabile dallo 0.2% al 30% (e non puro) a seconda della varietà e del fitocomplesso annesso, l'overdose diventa impossibile in termini pratici.
Questo rende la marijuana la sostanza psicoattiva ad uso ludico più sicura tra quelle comunemente usate.
Purtuttavia un eccesso nell'assunzione di cannabis è possibile, con effetti negativi anche molto marcati (che variano dalla quantità assunta, dal soggetto e molti altri parametri), pertanto l'uso deve essere responsabile e consapevole.

### Positività al THC nel sangue
Il principale cannabinoide, il delta-9-tetraidrocannabinolo, è liposolubile, ovvero si lega facilmente a sostanze grasse, compreso il grasso corporeo.
Poiché una volta legato ad una molecola lipidica il legame dura per molto tempo, la positività al THC in caso di analisi del sangue può essere
rilevata anche molte settimane, se non mesi dopo, l'ultima assunzione. Questo perché il rilascio della molecola avviene lentamente ma costantemente nel tempo, facendo risultare l'individuo positivo al rilevamento della sostanza, senza che però questo abbia alcun effetto psicotropo (sperimentabile solo al momento dell'assunzione). I fattori che determinano la positività sono molteplici, ma i principali sono riassumibili in: sesso, età, quantitativo assunto, regolarità o meno di assunzione, percentuale di grasso corporeo.

### Effetti a lungo termine
In varietà costituite da alti contenuti di THC e bassi di CBD gli effetti risulteranno narcotici e in casi particolari anche psichedelici.
Consumatori abituali riferiscono che in alcuni soggetti questi effetti tendono a scomparire o attenuarsi, probabilmente per via dell'instaurarsi di un certo grado di tolleranza specifica. Non è ancora chiaro se fumare marijuana aumenti o diminuisca il rischio di cancro. Inoltre, l'uso di tali sostanze può anche provocare effetti come: disorientamento e forte opacità cognitiva, apatia (in caso di assunzione prolungata e predisposizione) e percezione di maggiore brillantezza dei colori.
In quei paesi nei quali è consentito l'uso medicale di questa sostanza, si cerca di proporre all'utilizzatore l'impiego di apparecchi atti a ridurre il danno da fumo, come ad esempio vaporizzatori che evitano la combustione delle infiorescenze estraendone, comunque, i cannabinoidi.
Al pari di ogni altra molecola attiva, anche gli effetti collaterali dei cannabinoidi sono in stretta relazione col metabolismo e con le dosi assunte dal soggetto. Inoltre, i vari effetti, possono essere condizionati in maniera importante anche da altri due fattori: il set (lo stato d'animo di chi consuma) e il setting (la compagnia con cui si trova e il luogo dove si trova il consumatore).
Uno studio condotto da ricercatori della University of Southern California e dell'Università di New York ha mostrato una diminuzione della depressione nei consumatori di cannabis.
Nel marzo 2007 la rivista scientifica The Lancet pubblica uno studio che evidenzia minore pericolosità della marijuana rispetto ad alcool, nicotina o benzodiazepine. Le leggi di mercato nel campo della cannabis, e il suo prestarsi all'ibridazione, fanno sì che vengano commercializzate varietà con concentrazioni sempre maggiori di cannabinoidi (specialmente di THC); questo, ovviamente, ha ripercussioni sull'entità degli effetti.
Gli studi sugli effetti dell'esposizione prenatale alla marijuana, pur escludendo l'aumento di patologie perinatali (parto prematuro, basso peso alla nascita) hanno evidenziato effetti sullo sviluppo delle cellule del sistema nervoso, nella corteccia prefrontale e nell'ippocampo. Questi bambini possono presentare deficit dell'apprendimento, problemi della socializzazione e turbe comportamentali (simili, nei casi più gravi, alla sindrome alcolica fetale), che compaiono in età scolare.
Tuttavia, altri studi avrebbero evidenziato che l'esposizione moderata ai cannabinoidi della marijuana durante la gravidanza diminuirebbero della metà il rischio di morte alla nascita.
Come diversi studi scientifici dimostrano, i cannabinoidi hanno la capacità di interagire , se assunti in contemporanea. L'esempio più comune è dato dal principio attivo CBD, non psicoattivo, che ha la proprietà di annullare gli effetti negativi del THC su respirazione, battito cardiaco, pressione sanguigna; molto importante per pazienti che soffrono di problematiche cardio-vascolari o cardio-respiratorie. Le varietà di cannabis per uso terapeutico possono arrivare a contenere una percentuale di CBD anche del 14%, ma questo dipende molto dal tipo di malattia con cui si ha a che fare; infatti, il Bedrocan, noto farmaco importato dall'Olanda, ha una percentuale di CBD solo dell'1% circa, e THC al 19% circa.
La correlazione fra consumo di canapa e sviluppo di patologie psichiatriche, è stata indagata in diversi studi, che sono però giunti a risultati diversi: alcuni avevano suggerito, per i consumatori abituali, una probabilità più elevata di sviluppare alcune malattie psichiatriche rispetto alla popolazione generale; altri invece, come quello effettuato dall'Università di Harvard nel 2013, escludevano la correlazione tra consumo di canapa e sviluppo di problemi psichiatrici.
Particolare attenzione è stata posta ai consumatori adolescenti e di giovane età. Infatti, in uno studio pubblicato nel luglio 2012, sono stati evidenziati problemi cerebrali e scompensi nell'attività neurale di alcune zone del cervello, nei consumatori più giovani. Questo studio, della durata di 35 anni e pubblicato dalla National Academy of Sciences, ha fornito evidenza oggettiva di danni irreversibili sull'apprendimento nei consumatori cronici adolescenti, in particolare, danni persistenti all'intelligenza, alla capacità cognitiva e di memoria nei minori di 18 anni, danni non evidenziati in soggetti che avevano cominciato a fumare in età adulta.
In realtà, molti altri studi sono stati condotti in antitesi allo studio della National Academy of Sciences, come quelli che hanno reclutato quasi tremila coppie di gemelli (tra i 9 e gli 11 anni), sempre negli Stati Uniti. Nel corso di 10 anni, i ragazzi sono stati sottoposti a diversi test di intelligenza e a interviste confidenziali, in cui dovevano dichiarare l'eventuale uso di marijuana, o di altre droghe, farmaci e alcol. Il risultato è stato in parte inaspettato: i ragazzi che avevano riferito uso di cannabis, hanno perso fino a quattro punti di quoziente intellettivo, ma anche i loro fratelli gemelli che avevano dichiarato di non fumare. Il risultato ha portato i ricercatori a considerare la possibilità che i danni al cervello, o meglio allo sviluppo cognitivo, potevano essere provocati da qualche altro fattore concomitante, al momento non noto.
Non si possono trarre conclusioni definitive, poiché vi sono in corso diversi studi, compresi quelli che valutano gli effetti della cannabis per uso medico, ma si può affermare, che i possibili danni causati dal consumo eccessivo e a lungo termine, sono simili a quelli che può riportare un tabagista e che non è stato registrato nessun caso di morte da overdose fatale di sola marijuana. Non sono emerse relazioni dirette tra l'uso di cannabis e i tumori associati al fumo di sigarette, come quello al polmone, e con altri tipi di tumori, asma o malattie cardiovascolari.
Di contro l'utilizzo della cannabis già in età adolescenziale potrebbe portare a delle alterazioni nello sviluppo cognitivo e della delicata morfologia sinaptica del cervello, anche se i fattori in gioco non sono tutti noti.
Uno studio, pubblicato nel 2018 sull'American Journal of Public Health, durato oltre 16 anni e condotto su più di 65.000 americani, ha evidenziato che l'utilizzo della marijuana in soggetti sani, non ne modificherebbe il tasso di mortalità, rispetto agli uomini e alle donne sani che non hanno mai fumato cannabis.

## Legislazioni sull'uso della cannabis
Legale
     Illegale ma depenalizzata
     Illegale ma spesso non perseguita
     Illegale
     Status sconosciuto
     Legale per uso ricreativo
     Legale per uso terapeutico
     Illegale

Status legale della cannabis per uso ricreativo nel mondo.
Legale
Illegale ma depenalizzata
Illegale ma spesso non perseguita
Illegale
Status sconosciuto

Status legale della cannabis per uso terapeutico nel mondo.
Legale per uso ricreativo
Legale per uso terapeutico
Illegale

Secondo alcune indagini dell'UE, 71,5 milioni di cittadini europei consumano regolarmente marijuana e derivati della cannabis, e i consumatori sono in continua crescita.

### Usi terapeutici

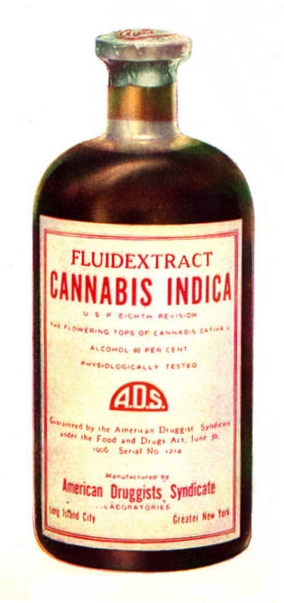
Sciroppo per uso medico (U.S.A.).

La canapa indiana è usata per contrastare la diminuzione dell'appetito nei pazienti affetti da AIDS e da cancro e per diminuire la nausea derivata dai trattamenti chemioterapici e dalle irradiazioni. Inoltre causa un effetto positivo sui soggetti affetti da dolori cronici, da sclerosi multipla (diminuzione del rigore muscolare) e sulla sindrome di Tourette.
Utilizzata in medicina da migliaia di anni e presente nella farmacopea ufficiale fino alla metà del Novecento, a oggi, come accade per la maggioranza delle molecole attive presenti sul mercato, sono ancora in corso studi che accertino la validità di questi effetti.
Nonostante la autorizzazione al commercio in diversi paesi di farmaci contenenti cannabinoidi, tra cui anche THC (es. Sativex) e varianti sintetiche, la maggioranza dei movimenti pro-legalizzazione semplicemente ignora l'esistenza di tali farmaci, nonché l'esistenza di rilevanti effetti collaterali, per chiedere l'autoprescrizione.
Le applicazioni possibili accertate e le conseguenti sperimentazioni hanno per oggetto:
- Inappetenza da farmaci chemioterapici. Efficacia provata dalla pratica medica di routine[36]; centinaia di migliaia di dosi di THC sintetico (Marinol) sono state prescritte ogni anno dagli oncologi USA  anche se non sembra avere gli stessi effetti della marijuana assunta nel suo stato naturale (fumato o ingerito) poiché il Δ9-tetraidrocannabinolo è solo uno dei 460 composti chimici presenti nella cannabis.
- Epilessia. In sostituzione di farmaci anticonvulsivi, che hanno gravi effetti secondari anche sull'umore. Efficacia provata in qualche caso.
- Disturbi psichici. In particolare, studi hanno evidenziato un miglioramento nel disturbo bipolare[37], nella depressione[38] e nel disturbo post traumatico da stress.[39] Alcuni studi sperimentali indicano anche un'efficacia nel disturbo ossessivo-compulsivo e in vari disturbi d'ansia.[40][41]
- Sclerosi multipla. In sostituzione di farmaci tranquillanti ad alte dosi, con rischi di letargia e dipendenza fisica. Efficacia sperimentata in molti casi. Non è comunque il farmaco di elezione per gli spasmi; solo in pochi casi si è evidenziato un miglioramento secondo la scala di AshWorth.
- Glaucoma. La marijuana diminuisce la pressione interna dell'occhio del 25-30% in media, a volte fino al 50%. Alcuni cannabinoidi non psicotropi, e in misura minore, anche alcuni costituenti non-cannabinoidi della canapa diminuiscono la pressione endo-oculare.
- Asma. La marijuana ha capacità broncodilatatorie, per evitare il danno da fumo, si utilizzano particolarmente in questi casi i vaporizzatori.
- Staphylococcus aureus. I principi attivi utilizzati sono risultati efficaci anche contro ceppi resistenti alla meticillina.[42]
- Neoplasia. Donald Tashkin, della University of California, ha recentemente svolto una ricerca che dimostrerebbe la minore incidenza di cancro ai polmoni in soggetti che assumono abitualmente cannabis rispetto a quella riscontrata in soggetti non fumatori. Robert Malamede, dell'Università di Colorado Springs, sostiene che la marijuana, già impiegata come antiemetico, sarebbe persino in grado di uccidere le cellule cancerogene. Ad ogni modo le posizioni non sono convergenti.
- Malattia di Alzheimer. Usato per prevenire i sintomi e rallentare la progressione.[43]
- Malattia di Parkinson. Utile per alleviare i sintomi.[44]
- Malattia di Huntington. Il principio attivo è risultato utile per alleviare i sintomi e rallentare la progressione neurodegenerativa.[45]
- Sindrome di Tourette. Utile nel contrasto dei tic nervosi e neurologici della sindrome, secondo alcuni studi.[46][47][48]
- Sclerosi laterale amiotrofica. Utilizzato come palliativo per i sintomi.[49]

Nei Paesi Bassi, in Spagna, in Canada e in sedici stati degli Stati Uniti l'uso della cannabis a scopo medico è già consentito, in altri paesi europei ed extraeuropei l'argomento è al centro di accesi dibattiti sia sul piano scientifico sia su quello etico. Principale studioso e promotore dell'uso terapeutico della cannabis e della sua decriminalizzazione è il professor Lester Grinspoon, psichiatra e professore emerito dell'Università di Harvard. In Italia, approfonditi studi in materia sono stati effettuati dal neuropsichiatra prof. Gian Luigi Gessa e dal dott. Giancarlo Arnao.

## Influenze culturali

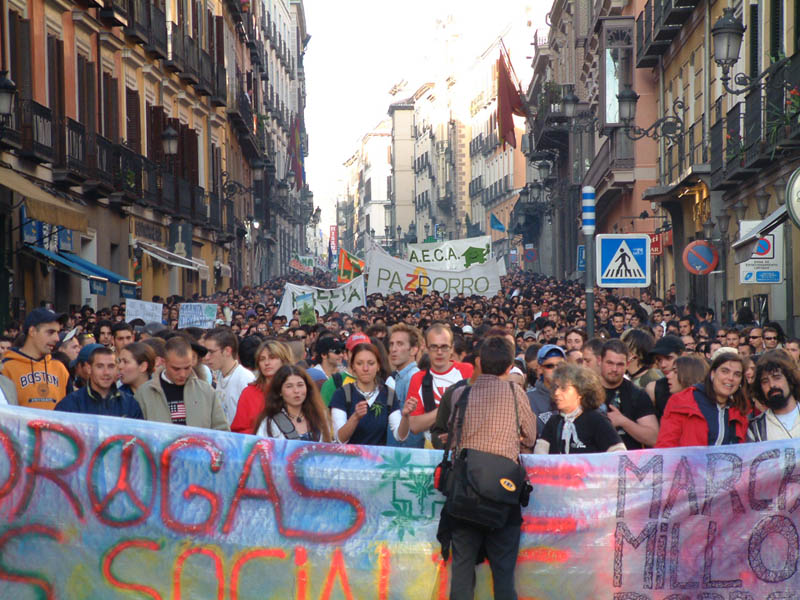
La Million Marijuana March di Madrid

È dovuta ad Alberto Arbasino la prima citazione della marijuana nella storia della letteratura italiana, nel racconto Giorgio contro Luciano scritto nel 1955 e pubblicato per la prima volta nel 1957 nella raccolta Le piccole vacanze:
(Alberto Arbasino, Le piccole vacanze-Giorgio contro Luciano (pp.128-9, versione del 1971))
Dal 1989 ogni anno, la terza settimana di novembre, la rivista High Times organizza ad Amsterdam la Cannabis Cup: coltivatori e coffee-shop espongono le nuove varietà prodotte tramite incroci e differenti metodi di coltivazione, e quelle giudicate migliori ricevono dei premi.
Dal 1999, il primo sabato di maggio, in più di duecento città del mondo è organizzata una manifestazione per la legalizzazione della marijuana chiamata Million Marijuana March.
Nel 2005, i Premi Nobel per l'economia Milton Friedman, George Akerlof e Vernon Smith sono stati i primi firmatari di un appello sottoscritto da 500 economisti americani per denunciare gli altissimi costi (7 miliardi di dollari all'anno) del proibizionismo sulla marijuana. Secondo Friedman questa legge rappresenta «un sussidio del governo al crimine organizzato».
Secondo un sondaggio commissionato all'Ipsad dall'Istituto Superiore di Sanità pubblicato nel febbraio 2008, dieci milioni di italiani approvano l'uso della cannabis.
Dal 2010 in America nello Stato del Michigan alla "Med Grow Cannabis College" è possibile studiare la marijuana per usi medici.
Un referendum popolare del 2012, in USA, ha legalizzato la marijuana a fini ricreativi negli stati di Colorado e Washington.

## Galleria d'immagini

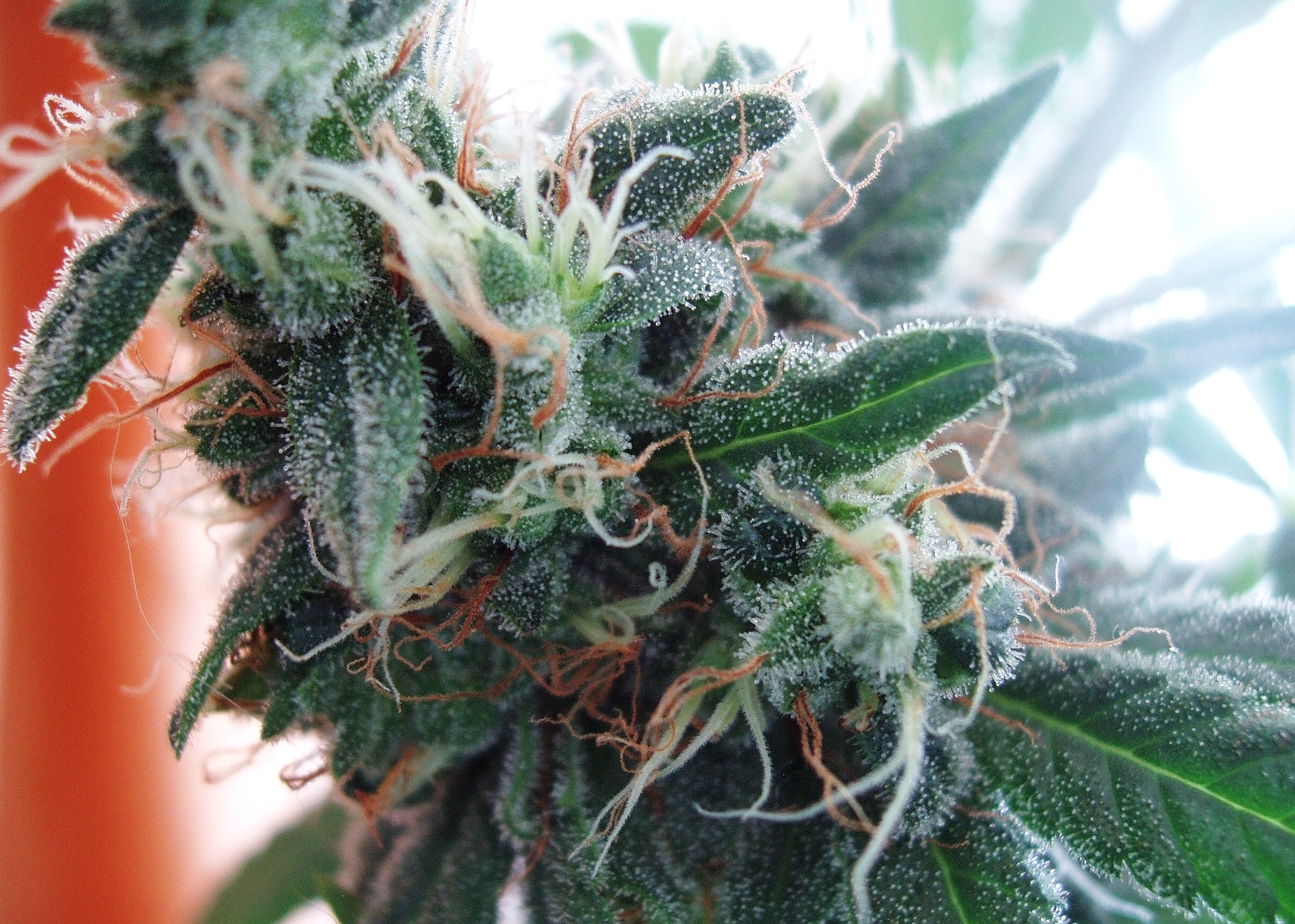
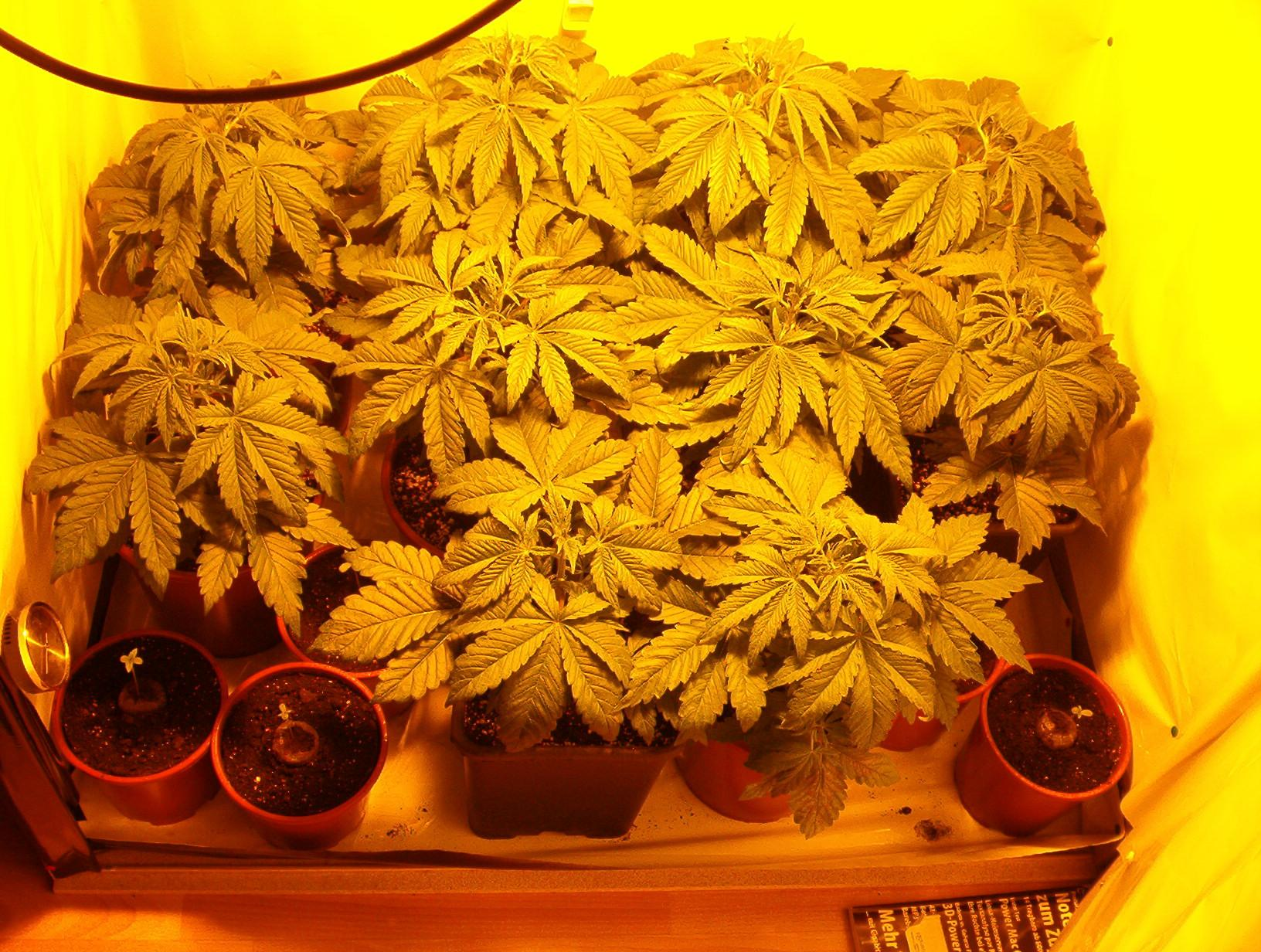
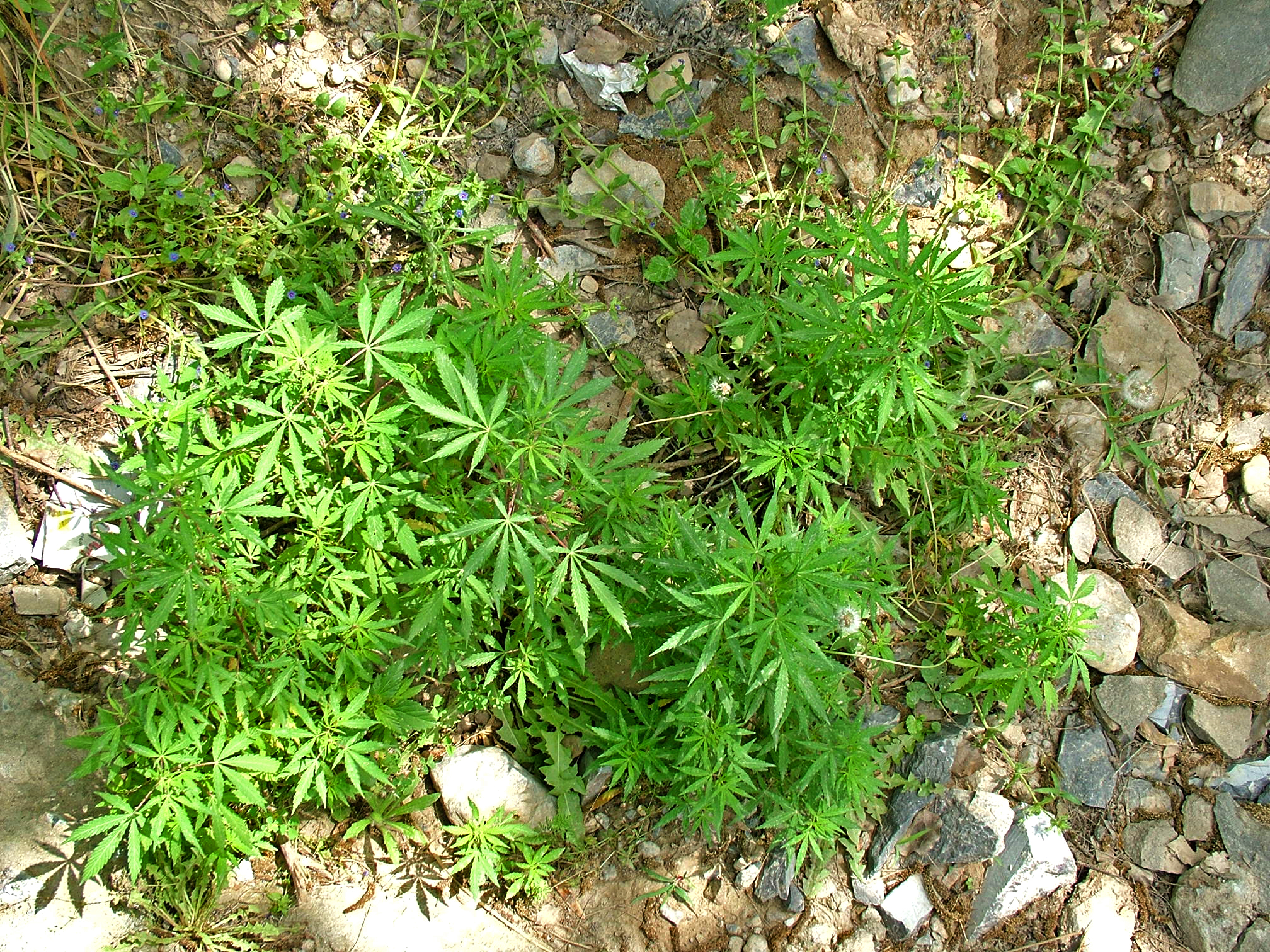
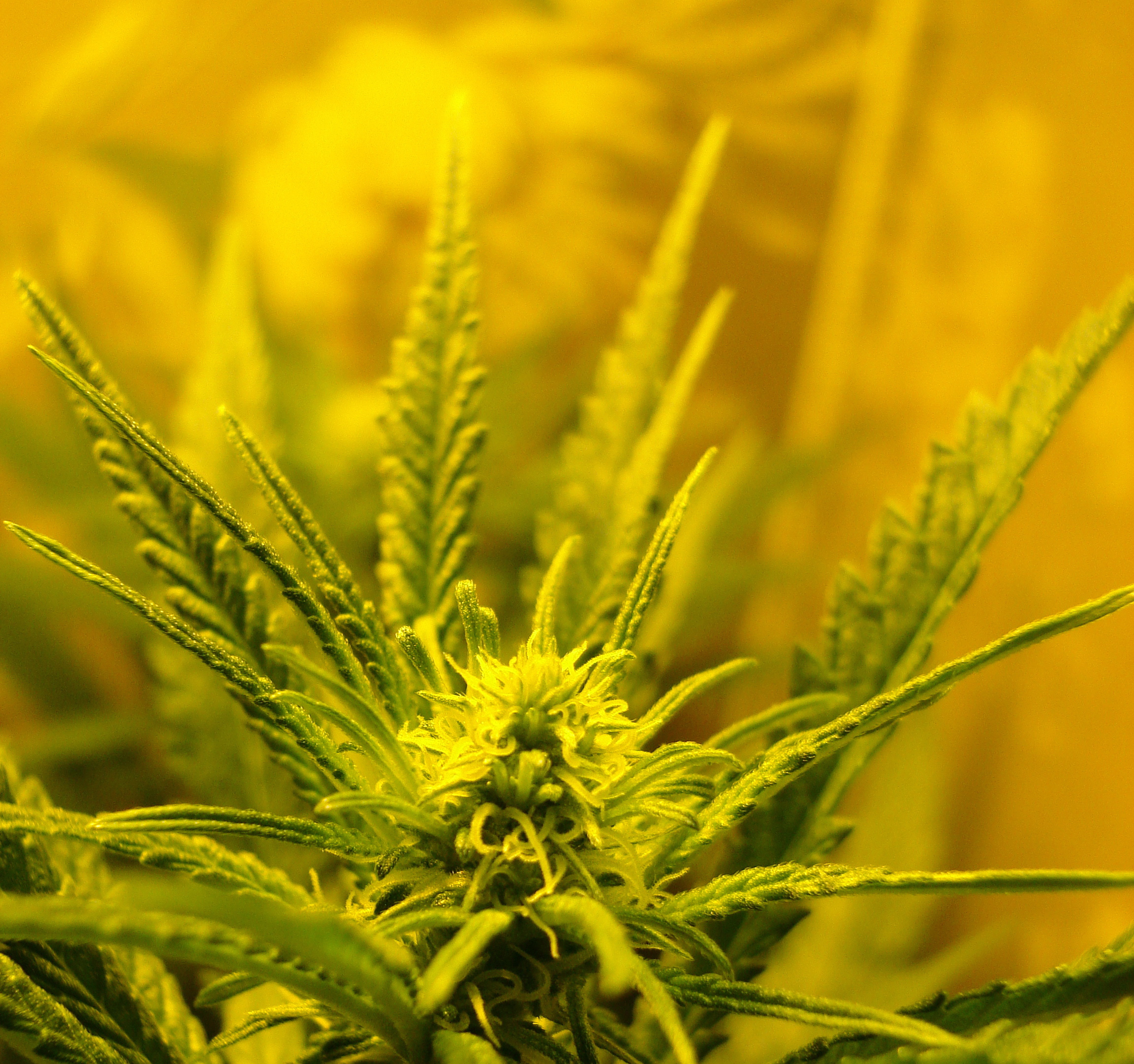
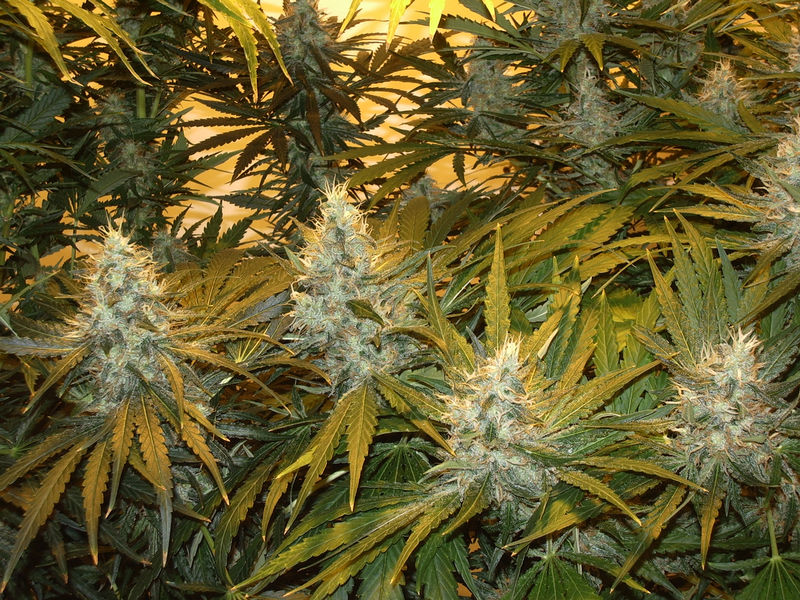
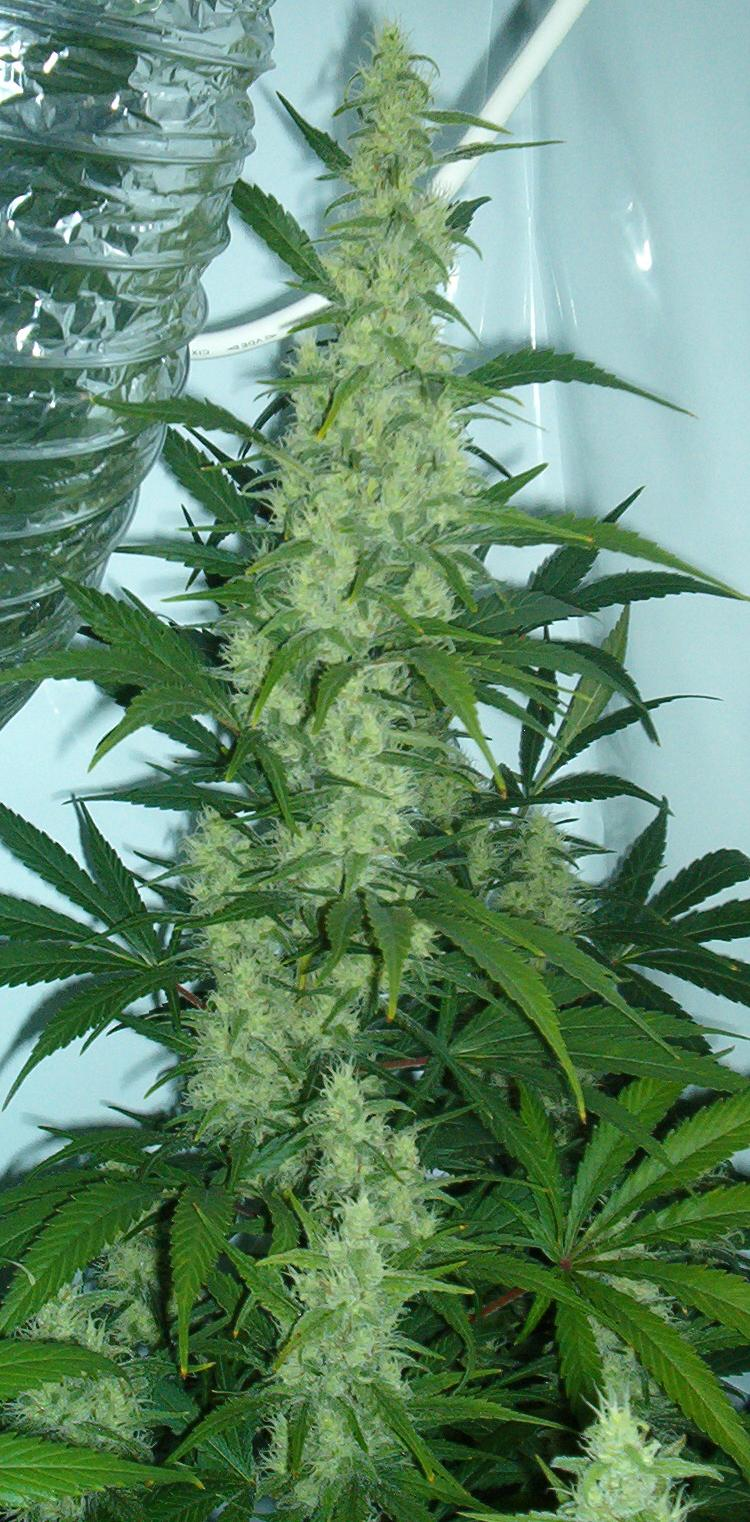